# Ninurta
Ninurta, còn được gọi là Ninĝirsu, là một vị thần Lưỡng Hà cổ đại gắn liền với nông nghiệp, chữa bệnh, săn bắn, luật pháp, kinh sư và chiến tranh, được bắt đầu thờ phụng ở Sumer. Trong những ghi chép sớm nhất, ông là một vị thần nông nghiệp và chữa bệnh, người giải thoát con người khỏi bệnh tật và sức mạnh của quỷ. Trong thời gian sau đó, khi vùng Lưỡng Hà ngày càng được quân sự hóa, ông trở thành một vị thần chiến binh, mặc dù vẫn giữ được nhiều đặc tính nông nghiệp trước đây. Ông được coi là con trai của vị thần tối cao Entil và trung tâm thờ phụng chính của ông ở Sumer là ngôi đền Eshumesha ở Nippur. Ninĝirsu được vinh danh bởi vua Gudea của Lagash (trị vì năm 2144-2124 trước Công nguyên), người đã xây dựng lại ngôi đền của Ninĝirsu ở Lagash.
Sau này, Ninurta được yêu mến bởi người Assyria với tư cách là một chiến binh mạnh mẽ. Vua Assyria Ashurnasirpal II (trị vì 883-859 trước Công nguyên) đã xây dựng một ngôi đền đồ sộ cho Ninurta tại Kalhu, nơi trở thành trung tâm thờ cúng quan trọng nhất của ông kể từ đó. Sau sự sụp đổ của Đế quốc Assyria, các bức tượng của Ninurta đã bị phá hủy và các đền thờ của ông bị bỏ hoang vì hình ảnh của ông gắn liền với chế độ Assyria mà nhiều dân tộc bị chinh phục coi là chuyên chế và áp bức.
Trong bài thơ sử thi Lugal-e, Ninurta giết chết con quỷ Asag bằng cách sử dụng cây gậy biết nói Sharur và dùng đá uốn dòng nước thành các con sông Tigris và Euphrates để làm thủy lợi. Trong một bài thơ đôi khi được gọi là "Georgica của Sumer", Ninurta cung cấp các lời khuyên về nông nghiệp cho nông dân. Trong một huyền thoại của người Akkad, ông là vị anh hùng giúp các vị thần chống lại chim quỷ Anzû sau khi nó đánh cắp Phiến đá Định mệnh từ Enlil, và trong một huyền thoại được nhắc đến trong nhiều tác phẩm nhưng không được bảo tồn hoàn chính, ông đã giết chết một đội chiến binh, được biết đến như "Các anh hùng bị giết". Biểu tượng chính của ông là một con chim đang đậu và một lưỡi cày.
Ninurta có thể là nguồn cảm hứng cho nhân vật Nimrod, một "thợ săn hùng mạnh", người được nhắc đến cùng với Kalhu trong Sách Sáng thế. Ông cũng có thể được nhắc đến trong Sách Vua quyển hai dưới cái tên Nisroch. Trong thế kỷ XIX, phù điêu đá Assyria hình người có cánh đầu đại bàng từ đền thờ của Ninurta tại Kalhu trở nên phổ biến, nhưng bị xác định nhầm là "Nisrochs" và chúng xuất hiện nhiều trong các tác phẩm giả tưởng ở giai đoạn đó.

## Biểu tượng
Trong các tác phẩm nghệ thuật, Ninurta được thể hiện như một chiến binh mang cung tên và nắm trong tay Sharur, cây gậy biết nói ma thuật. Đôi khi ông có một đôi cánh trong tư thế thẳng đứng, sẵn sàng tấn công. Trong nghệ thuật Babylon, anh thường được thể hiện đứng trên lưng hoặc cưỡi một con thú mình sư tử đuôi bọ cạp. Ninurta vẫn gắn liền với các biểu tượng nông nghiệp cho đến cuối thiên niên kỷ thứ hai trước Công nguyên. Trên các kudurru từ Thời kỳ Kassite (k. 1600 - k. 1155 trước Công nguyên), một chiếc cày được chú thích như một biểu tượng của Ninĝirsu. Cái cày cũng xuất hiện trong nghệ thuật Tân-Assyrian, có thể tượng trưng cho Ninurta. Một con chim đang đậu cũng được sử dụng như một biểu tượng của Ninurta trong Thời kỳ Tân-Assyrian. Các nhà thiên văn học của thế kỷ thứ tám và thứ bảy trước Công nguyên đã gắn liền Ninurta (hay Pabilsaĝ) với chòm sao Nhân Mã. Ngoài ra, ông cũng được gắn với Sao Thiên Lang, được biết đến ở Akkad là šukūdu, có nghĩa là "mũi tên". Chòm sao Đại Khuyển, trong đó Sao Thiên Lang là ngôi sao dễ thấy nhất, được gọi là qaštu, có nghĩa là "cây cung", đặt theo cây cung và mũi tên Ninurta mang theo. Vào thời Babylon, Ninurta được liên kết với Sao Thổ.

## Gia đình

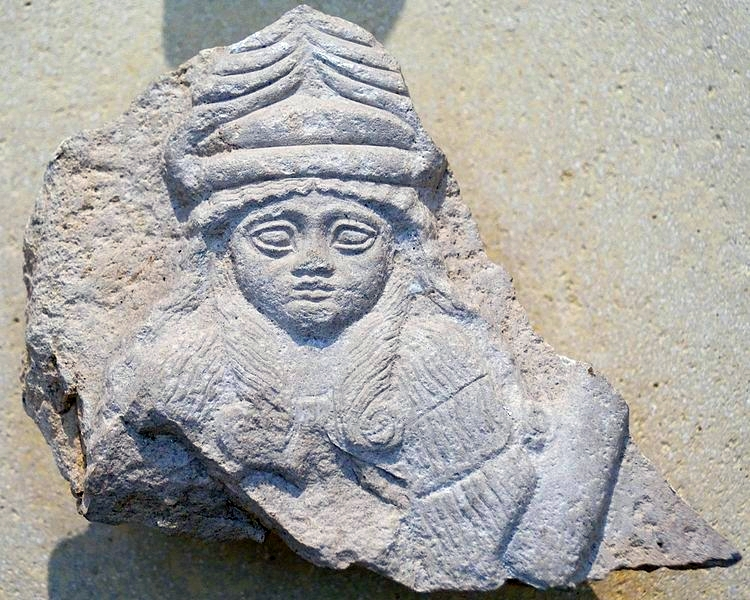
Tượng đá vôi bán thân của một nữ thần từ Girsu, có thể là Bau, vợ của Ninurta, đội một chiếc mũ có sừng

Ninurta được cho là con trai của Enlil. Ở Lugal-e, mẹ anh được cho là nữ thần Ninmah, người được ông đổi tên thành Ninhursag, nhưng, ở Angim dimma, mẹ ông là nữ thần Ninlil. Dưới tên Ninurta, vợ ông thường là nữ thần Gula, còn dưới tên Ninirsu, vợ ông là nữ thần Bau. Gula là nữ thần chữa bệnh và y học và đôi khi bà được cho là người vợ của vị thần Pabilsaĝ hoặc vị thần cây cối Abu. Bau được thờ phụng "hầu như chỉ ở Lagash" và đôi khi được cho là vợ của vị thần Zababa. Bà và Ninĝirsu được cho là có hai con trai: Ig-alima và Sul-šagana. Bau cũng có bảy cô con gái, nhưng Ninĝirsu không được nhắc đến như là cha của họ. Là con trai của Enlil, anh chị em của Ninurta bao gồm: Nanna, Nergal, Ninazu, Enbilulu, và đôi khi là Inanna.

## Thần thoại

### Lugal-e
Ninurta có lẽ xuất hiện trong nhiều huyền thoại hơn bất kỳ vị thần Lưỡng Hà nào khác, chỉ đứng sau Inanna. Trong bài thơ Sumer Lugal-e, còn được gọi là Cuộc khai hoang của Ninurta, con quỷ Asag đã gây ra bệnh tật và đầu độc các dòng sông. Cây gậy biết nói Sharur của Ninurta đã thúc giục ông đi thách đấu với Asag. Ninurta đối đầu với Asag, kẻ được bảo vệ bởi một đội quân toàn chiến binh đá. Ninurta ban đầu "chạy trốn như một con chim", nhưng Sharur hối thúc ông chiến đấu. Ninurta giết Asag và đội quân của hắn. Sau đó Ninurta sắp xếp lại thế giới, sử dụng những viên đá từ các chiến binh mà ông đã đánh bại để xây dựng những ngọn núi, ở đó ông thiết kế sao cho tất cả các con suối, hồ và sông chảy vào sông Tigris và Euphrates, làm cho chúng trở nên hữu ích cho thủy lợi và nông nghiệp. Mẹ của Ninurta Ninmah từ trên trời xuống để chúc mừng thắng lợi của con trai mình. Ninurta dành tặng ngọn núi đá cho bà và đổi tên bà thành Ninhursag, nghĩa là "Nàng Núi". Nisaba, nữ thần của các kinh sư, xuất hiện và ghi lại chiến thắng của Ninurta, cũng như cái tên mới của Ninhursag. Cuối cùng, Ninurta trở về nhà ở Nippur và được tôn vinh như một anh hùng. Huyền thoại này kết hợp vai trò của Ninurta như một vị thần chiến binh với vai trò một vị thần nông nghiệp. Tiêu đề Lugal-e có nghĩa là "Ôi Vị vua!" và lấy từ câu mở đầu bài thơ trong tiếng Sumer gốc. Cuộc khai hoang của Ninurta là một tiêu đề hiện đại được đặt bởi các học giả. Bài thơ cuối cùng đã được dịch sang tiếng Akkad sau khi tiếng Sumer dần bị xem là quá khó hiểu.
Một tác phảm song hành với Lugal-e là Angim dimma, hoặc Ninurta Trở về Nippur, mô tả việc Ninurta trở lại Nippur sau khi giết Asag. Nó có ít mạch chuyện mà chủ yếu chỉ ca ngợi Ninurta hết lời và so sánh ông với thần An. Angim dimma được cho là lúc đầu được viết bằng tiếng Sumer trong Triều đại thứ ba của Ur (k. 2112 - k. 2004 trước Công nguyên) hoặc đầu Thời kỳ Cựu Babylon (k. 1830 - k. 1531 trước Công nguyên), nhưng các văn bản lâu đời nhất còn tồn tại của nó có niên đại từ thời kỳ Cựu Babylon. Nhiều phiên bản sau của văn bản vẫn còn tồn tại. Nó được dịch sang tiếng Akkad trong thời kỳ Trung Babylon (k. 1600 - k. 1155 trước Công nguyên).

### Huyền thoại Anzû

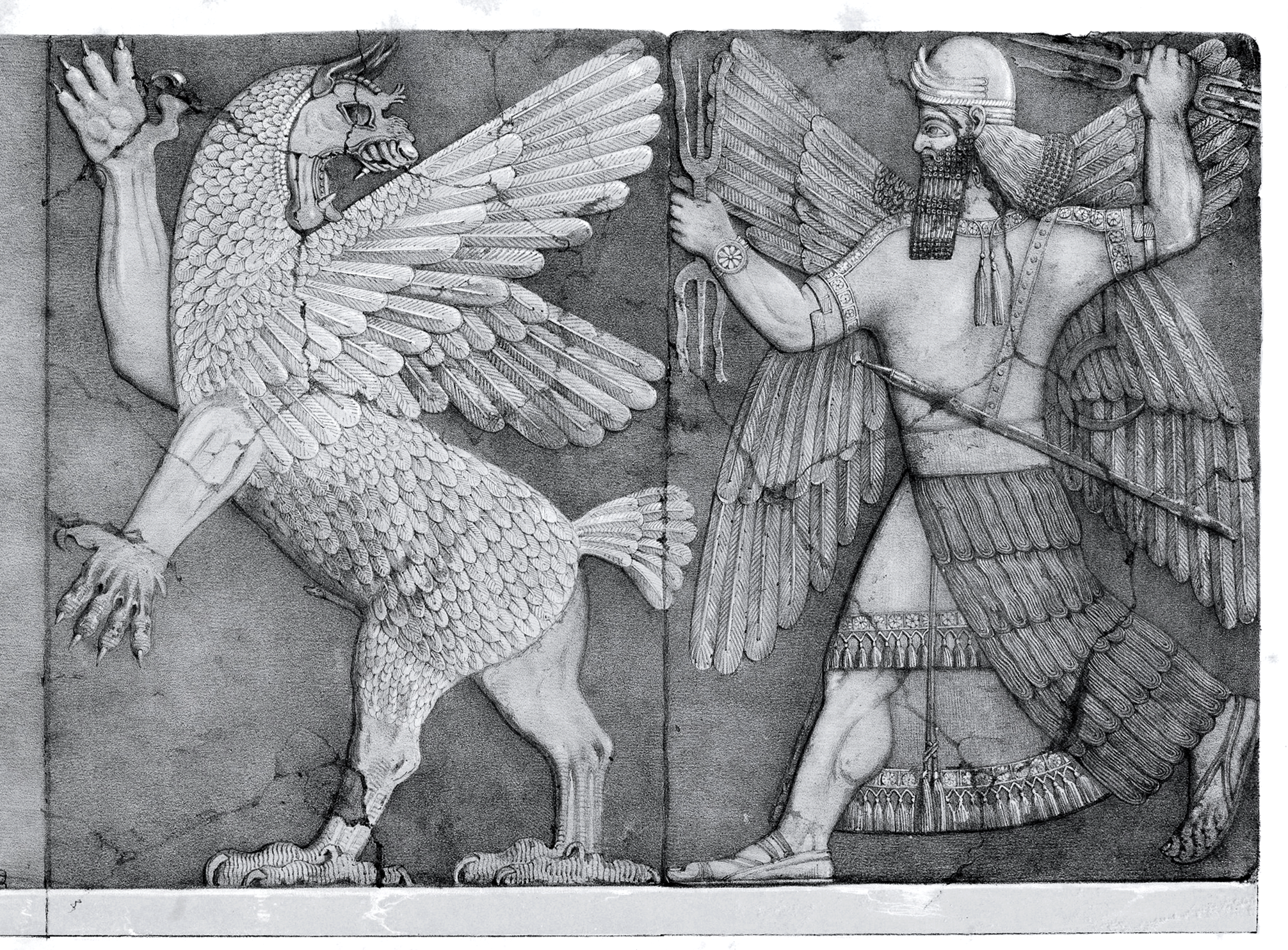
Ninurta cầm tia sét trong tay, truy đuổi Anzû, kẻ đã đánh cắp Phiến đá Định mệnh từ Thánh địa của Enlil(Austen Henry Layard Monument of Nineveh, 2nd Series, 1853)

Trong truyền thuyết Anzû và Phiến đá Định mệnh của Cựu, trung và Hậu Babylon, Anzû là một con quỷ chim chim khổng lồ. Enlil giao cho Anzû làm người canh gác thánh địa của mình, nhưng Anzû phản bội Enlil và đánh cắp Phiến đá Định mệnh, một phiến đất sét linh thiêng trao cho Enlil quyền lực, trong lúc Enlil đang chuẩn bị đi tắm. Các dòng sông khô cạn và các vị thần bị tước bỏ quyền năng. Các vị thần cử Adad, Gerra và Shara đi đối đầu với Anzû, nhưng tất cả đều thất bại. Cuối cùng, thần Ea đề xuất rằng các vị thần nên cử Ninurta, con trai của Enlil đi Ninurta đối mặt với Anzû và bắn tên vào hắn, nhưng Phiến đá Định mệnh có sức mạnh đảo ngược thời gian và Anzû sử dụng sức mạnh này để làm cho mũi tên của Ninurta văng ra và trở lại dạng của các thành phần làm nên nó: các trục quay trở lại thành xương rồng, lông vũ trở thành chim chóc và đầu mũi tên quay trở lại mỏ đá. Ngay cả cây cung của Ninurta cũng quay trở về rừng và dây cung len biến thành một con cừu.
Ninurta gọi gió nam đến viện trợ, nó xé toạc cánh của Anzû. Ninurta rạch cổ Anzû và lấy Phiến đá Định mệnh. Thần Dagan tuyên bố chiến thắng của Ninurta với các các vị thần và Ninurta được phần thưởng là một ghế ngồi nổi bật trong hội đồng. Enlil cử sứ giả Birdu đến yêu cầu Ninurta trả lại Phiến đá Định mệnh. Đoạn Ninurta trả lời Birdu bị hư hại, nhưng có thể đoán được ban đầu ông từ chối trả lại phiến đá. Tuy nhiên, đến cuối cùng Ninurta đã trả lại Phiến đá Định mệnh cho cha mình. Câu chuyện này đặc biệt phổ biến trong giới học giả của triều đình Assyria.
Huyền thoại về Ninurta và Rùa, được ghi lại trong UET 6/1 2, là một mảnh rời từ một tác phẩm văn học dài hơn. Trong đó, sau khi đánh bại Anzû, Ninurta được Enki vinh danh ở Eridu. Ninurta đã mang về một con chim non từ chỗ Anzû và được Enki khen ngợi. Tuy nhiên, Ninurta khao khát quyền lực và vinh quang hơn nữa, "hướng tầm mắt của mình lên toàn thế giới." Enki cảm nhận được suy nghĩ của ông và tạo ra một con rùa khổng lồ, rồi thả nó đi sau Ninurta. Nó cắn vào mắt cá chân của người anh hùng. Khi họ vật lộn với nhau, con rùa dùng móng vuốt đào một cái hố, và cả hai đều rơi vào đó. Enki hả hê vì thất bại của Ninurta. Phần cuối của câu chuyện bị mất; phần cuối cùng có thể đọc được của văn bản là lời than thở từ mẹ của Ninurta, Ninmah, người dường như đang cân nhắc tìm người thay thế cho con trai mình. Theo Charles Penglase, trong phiên bản này, Enki được xây dựng như là nhân vật chính và thành công trong âm mưu chiếm đoạt quyền lực của Ninurta nhằm mục đích thể hiện sự khôn ngoan và xảo quyệt của Enki.

### Những huyền thoại khác

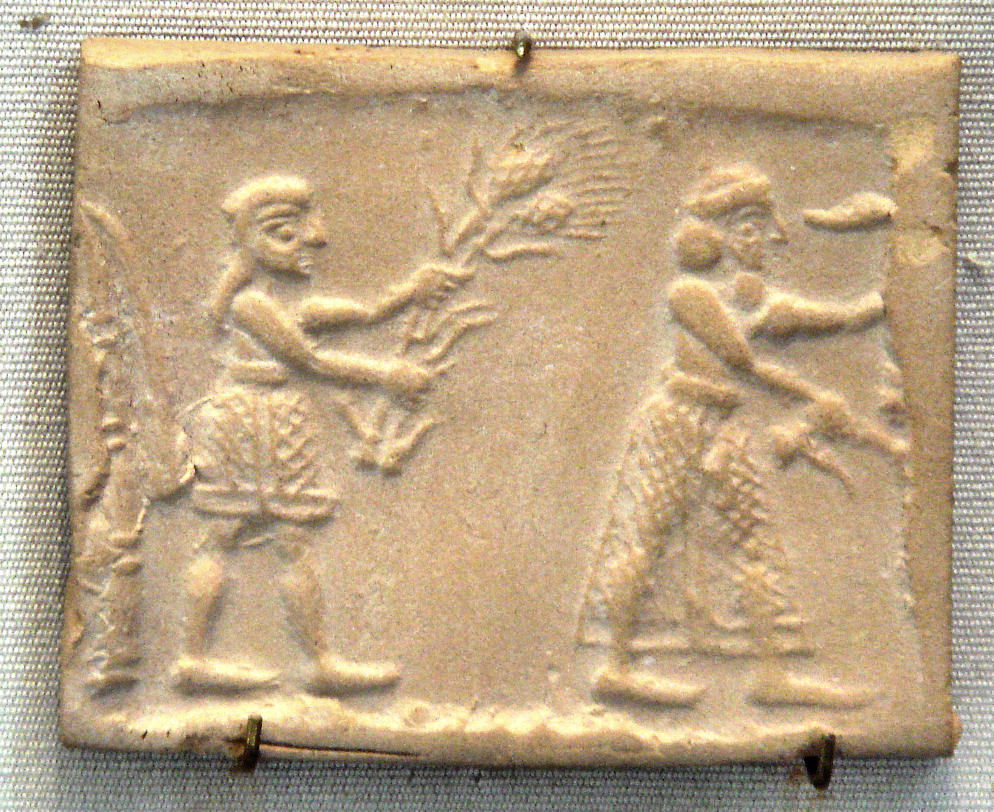
Ấn con dấu hình trụ Sumer, c. 3200 TCN, cho thấy một lãnh chúa và nông nô của mình đang cho ăn một đàn linh thú. Ninurta là một vị thần nông nghiệp và, trong một bài thơ được gọi là "Georgica của Sumer", ông đưa ra lời khuyên chi tiết về nông nghiệp.

Trong Hành trình đến Eridu của Ninurta, Ninurta rời khỏi đền thờ Ekur ở Nippur và đi đến Abzu ở Eridu, cùng với một kẻ dẫn đường không tên. Tại Eridu, Ninurta tụ hội với An và Enki, Enki trao cho ông me của sự sống. Bài thơ kết thúc khi Ninurta trở về Nippur. Câu chuyện có thể liên quan đến hành trình bức tượng thờ của Ninurta được vận chuyển từ thành phố này sang thành phố khác và "người dẫn đường" là người mang tượng thờ. Câu chuyện gần giống với một huyền thoại Sumer khác là Inanna và Enki, trong đó nữ thần Inanna đến Eridu và nhận được các me từ Enki. Trong một bài thơ được gọi là "Georgica của Sumer", được viết vào khoảng năm 1700 đến 1500 trước Công nguyên, Ninurta đưa ra lời khuyên chi tiết về các vấn đề nông nghiệp, bao gồm cách trồng, chăm sóc và thu hoạch mùa màng, làm thế nào để chuẩn bị các cánh đồng trước khi trồng trọt, và thậm chí làm thế nào để đuổi chim ra khỏi cây trồng. Bài thơ bao gồm gần như mọi khía cạnh của cuộc sống nông nghiệp trong suốt chu kì một năm. Mặc dù bài thơ bắt đầu như một lời khuyên từ một người cha cho con trai mình, nó kết thúc bằng những câu: "Đây là những chỉ dẫn của Ninurta, con trai của Enlil. Ôi Ninurta, người nông dân đáng tin cậy của Enlil, ta chấp chận lời ca tụng của các ngươi." "Người cha" ở đầu bài thơ được tiết lộ là chính Ninurta.
Huyền thoại về Các anh hùng bị giết được nhắc đến trong nhiều văn bản, nhưng không bao giờ được bảo tồn đầy đủ. Trong huyền thoại này, Ninurta phải chiến đấu với nhiều đối thủ khác nhau. Đen và Xanh mô tả những đối thủ này là "những vị thần nhỏ kỳ quái"; bao gồm Wild Ram sáu đầu, Vua Cây cọ và con rắn bảy đầu. Một số kẻ thù này là những vật thể vô tri, như Thuyền Magillum, mang linh hồn của người chết đến Địa ngục và đồng cứng, đại diện cho một loại kim loại được coi là quý giá. Câu chuyện về những thử thách và chiến thắng liên tiếp này có thể là nguồn gốc cho truyền thuyết Hy Lạp về Mười hai kỳ công của Heracles.

## Ảnh hưởng sau này

### Thời cổ đại

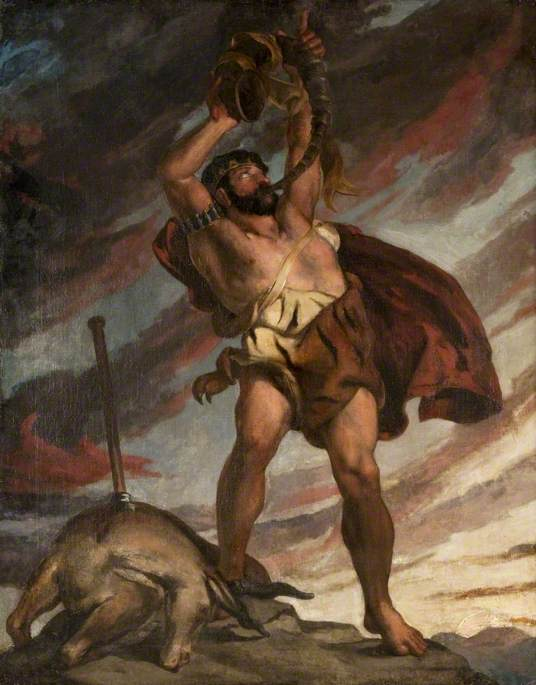
Nimrod (1832) của David Scott. Nimrod, "thợ săn vĩ đại" được đề cập trong, được nhiều học giả cho rằng lấy cảm hứng từ chính Ninurta hoặc vua Assyria Tukulti-Ninurta I, được đặt theo tên ông.

Vào cuối thế kỷ thứ bảy trước Công nguyên, Kalhu bị xâm lược. Ninurta, giống như nhiều vị thần khác, gắn bó chặt chẽ với Đế quốc Assyria, vốn bị thù hằn vì những chính sách được coi là tàn bạo của mình. Kết quả là những bức tượng của ông bị phá hủy và những ngôi đền của ông bị bỏ hoang và không bao giờ được phục dựng, kể cả ngôi đền nổi tiếng nhất của ông ở Kalhu. Mặc dù vậy, Ninurta không bao giờ bị lãng quên hoàn toàn. Hầu hết các học giả đều đồng ý rằng Ninurta có lẽ là nguồn cảm hứng cho nhân vật Kinh thánh Nimrod, được đề cập trong Genesis 10:8–12 như một "thợ săn hùng mạnh". Mặc dù vẫn chưa hoàn toàn rõ ràng cái tên Ninurta trở thành Nimrod trong tiếng Do Thái như thế nào, hai nhân vật này có hầu hết các chức năng và đặc tính giống nhau và Ninurta hiện được coi là từ nguyên hợp lý nhất cho tên của Nimrod. Thành phố Kalhu được nhắc đến cụ thể cùng với Nimrod trong Genesis 10:11–12, được mô tả là một "thành phố vĩ đại". Cuối cùng, tàn tích của thành phố Kalhu trở nên nổi tiếng trong tiếng Ả Rập với tên gọi Namrūd vì mối liên hệ với Ninurta.
Sau này trong Cựu Ước, trong cả 2 Kings 19:37 và Isaiah 37:38, Vua Sennacherib của Assyria được cho là đã bị sát hại bởi hai con trai của ông là Adrammelech và Sharezer trong đền thờ " Nisroch", rất có thể là lỗi ghi chép cho "Nimrod". Lỗi giả định này có thể do chữ Hebrew מ (mem) được thay thế bằng ס (samekh) và chữ ד (dalet) được thay thế bằng ך (kaf). Do sự tương đồng rõ ràng về mặt hình ảnh của các chữ cái liên quan và thực tế là không có vị thần Assyria nào tên là "Nisroch" đã được chứng thực, hầu hết các học giả coi đây là lời giải thích có khả năng nhất cho cái tên này. Nếu "Nisroch" là Ninurta, điều này sẽ khiến ngôi đền của Ninurta tại Kalhu trở thành nơi có khả năng nhất là vụ giết người của Sennacherib. Các học giả khác đã cố gắng xác định Nisroch là Nusku, thần lửa của người Assyria. Hans Wildberger bác bỏ tất cả các đề xuất vì không hợp lý về mặt ngôn ngữ.
Mặc dù Sách Sáng thế đã miêu tả Nimrod một cách tích cực như là vị vua đầu tiên sau trận lụt Noah và là người dựng nên các thành phố, bản dịch tiếng Hy Lạp Septuagint của Kinh thánh tiếng Hê-bơ-rơ nói về ông như một người khổng lồ và dịch sai các từ tiếng Hebrew có nghĩa là "trước Yahweh" thành "chống lại Chúa Trời." Vì điều này, Nimrod bị xem là Thần tượng ngụy tạo điển hình. Những tác phẩm đầu tiên của cuộc nổi dậy của người Do Thái, được mô tả bởi nhà triết học thế kỷ thứ nhất CN Philo trong tác phẩm Quaestiones của ông, miêu tả Nimrod là kẻ xúi giục xây dựng Tháp Babel, người đã bức hại tộc trưởng Do Thái là Abraham vì đã từ chối tham gia công trình này. Thánh Augustine thành Hippo đề cập đến Nimrod trong cuốn sách Thành phố của Thiên Chúa là "một kẻ lừa dối, áp bức và giết hại các sinh linh trên trái đất".

### Thời hiện đại

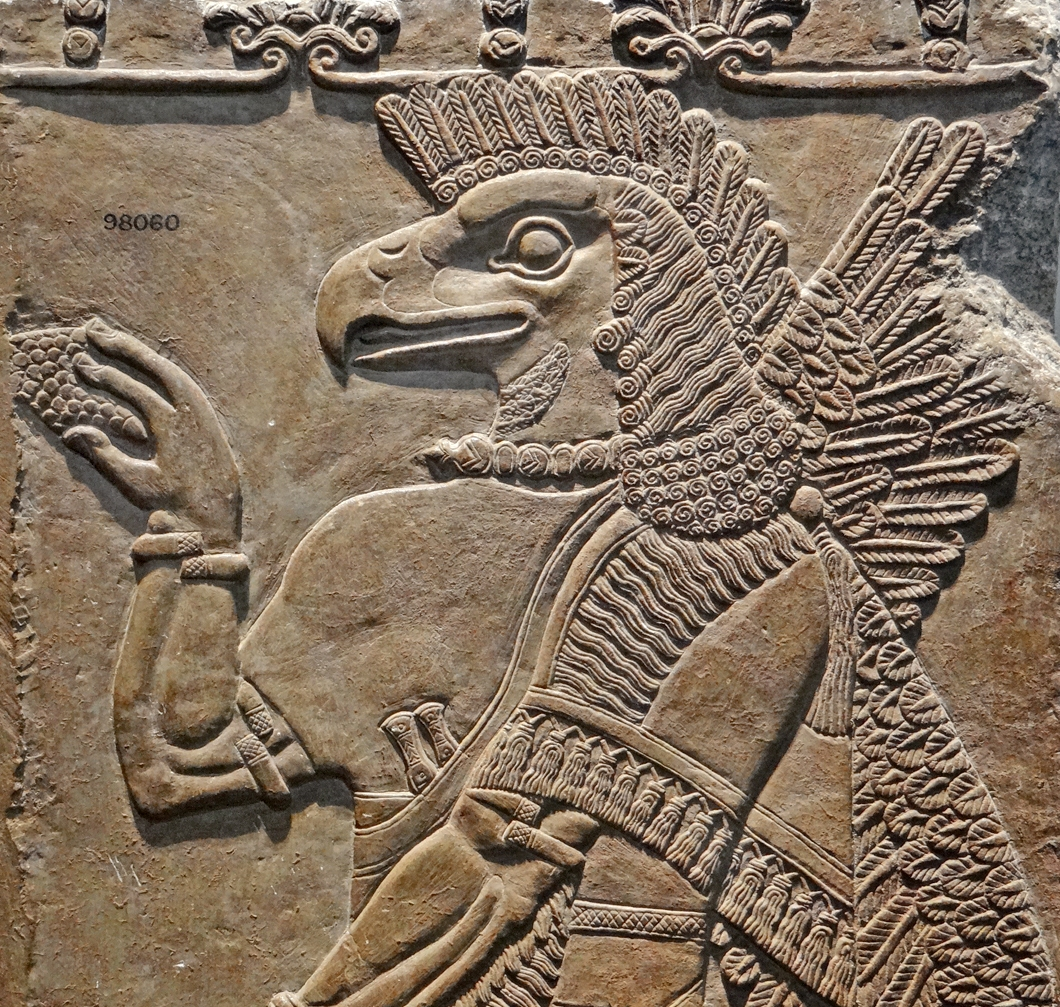
Bức phù điêu đá khắc hình người đầu đại bàng từ đền Ninurta ở Kalhu. Những mô tả bị nhầm là hình ảnh Nirnuta như vậy đã được phổ biến rộng rãi trong thế kỷ XIX và được biết đến với cái tên "Nisrochs".

Vào thế kỷ XVI, Nisroch bị coi là một con quỷ. Nhà quỷ học người Hà Lan Johann Weyer đã liệt kê Nisroch trong cuốn Pseudomonarchia Daemonum (1577) của ông như là "bếp trưởng" của Địa ngục. Nisroch xuất hiện trong quyển VI của bài thơ sử thi của John Milton, Paradise Lost (xuất bản lần đầu năm 1667) với tư cách là một trong những con quỷ của Satan.
Vào những năm 1840, nhà khảo cổ học người Anh Austen Henry Layard đã phát hiện ra rất nhiều tác phẩm chạm khắc bằng đá có hình người có cánh đầu chim đại bàng ở Kalhu. Vì nhớ đến câu chuyện trong Kinh thánh về vụ giết người của Sennacherib, Layard đã xác định nhầm những nhân vật này là "Nisrochs". Những hình khắc như vậy tiếp tục được gọi là "Nisrochs" trong văn học trong suốt phần còn lại của thế kỷ XIX. Một số tác phẩm hiện đại về lịch sử nghệ thuật vẫn lặp lại sự định danh sai lầm này, nhưng các học giả vùng Cận Đông hiện nay thường coi hình tượng "Nisroch" là một "con quỷ Griffin".
Vào năm 2016, trong một cuộc tấn công, Nhà nước Hồi giáo Iraq và Levant (ISIL) đã phá hủy ziggurat thời Ashurnasirpal II của Ninurnta tại Kalhu. Hành động này nằm trong chính sách lâu dài của ISIL là phá hủy mọi tàn tích cổ đại mà nó cho là không phù hợp với cách giải thích của phiến quân Hồi giáo. Theo một tuyên bố từ các Sáng kiến Di sản Văn hóa của Trường Nghiên cứu Phương Đông Hoa Kỳ (ASOR), ISIL có thể đã phá hủy ngôi đền để phục vụ cho mục đích tuyên truyền trong tương lai và khủng bố tinh thần dân cư địa phương.